# Locoïsme

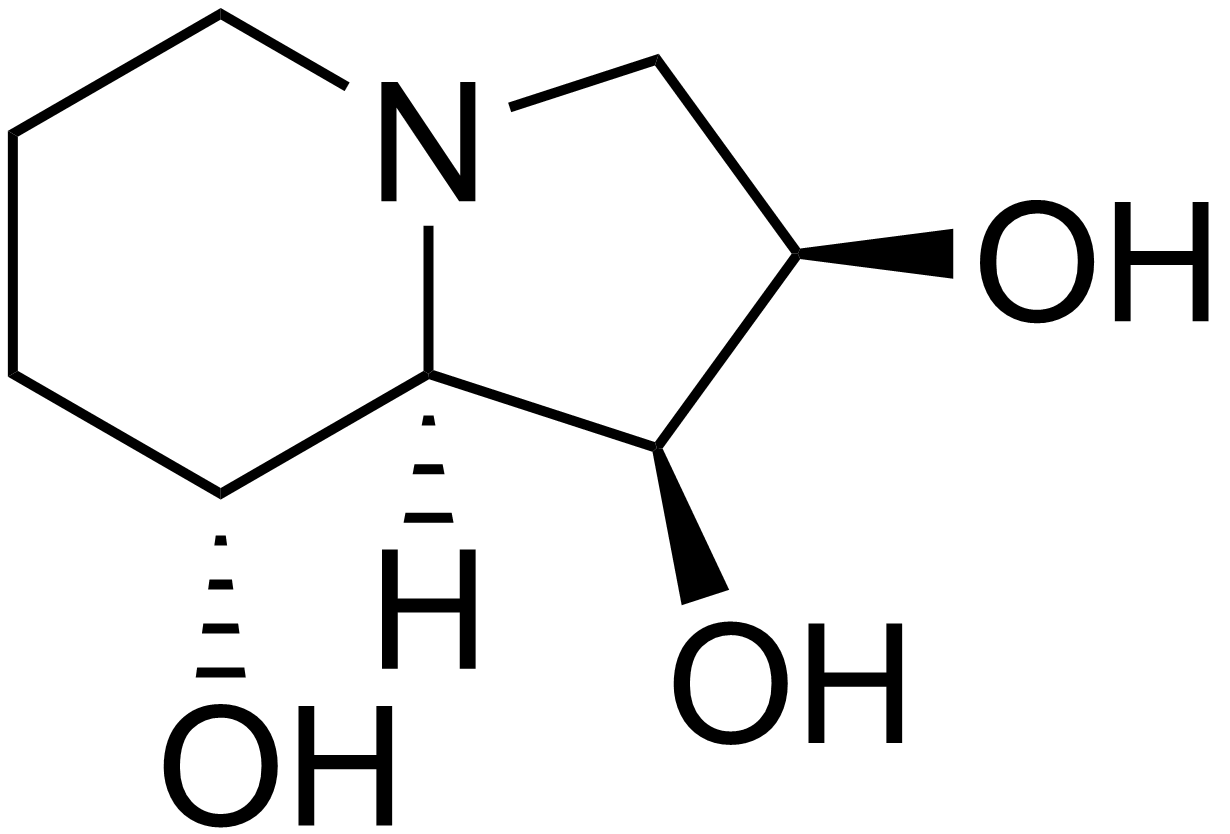
Molécule de swainsoline, responsable du locoïsme.

Le locoïsme est une maladie neurologique chronique affectant le bétail qui se nourrit de plantes riches en swainsonine, alcaloïde indolizidinique. Les plantes concernées  appartiennent principalement à la famille des Fabaceae (genres Astragalus, Oxytropis et Swainsona ),  ainsi qu'à d'autres espèces telles que Sida carpinifolia et Ipomoea carnea. Les animaux touchés par la maladie sont principalement les ruminants (bovins, ovins, caprins), mais aussi les chevaux et les porcins. Les symptômes de la maladie sont souvent un comportement erratique, souvent associé à une léthargie et à une perturbation de la coordination des mouvements.
Le terme « locoïsme » est un calque de l'anglais locoism, attesté aux États-Unis depuis 1889. Ce terme dérive de locoweed (parfois abrégé en loco), mot composé de weed (mauvaise herbe) et loco, adjectif espagnol signifiant « fou », en référence au comportement des animaux atteints de locoïsme (toutefois, appliqué aux plantes, loco peut signifier « à végétation vigoureuse, luxuriant »),.